# Leptogenys chalybaea
Leptogenys chalybaea é uma espécie de formiga do gênero Leptogenys, pertencente à subfamília Ponerinae.